# Pelle Pigg

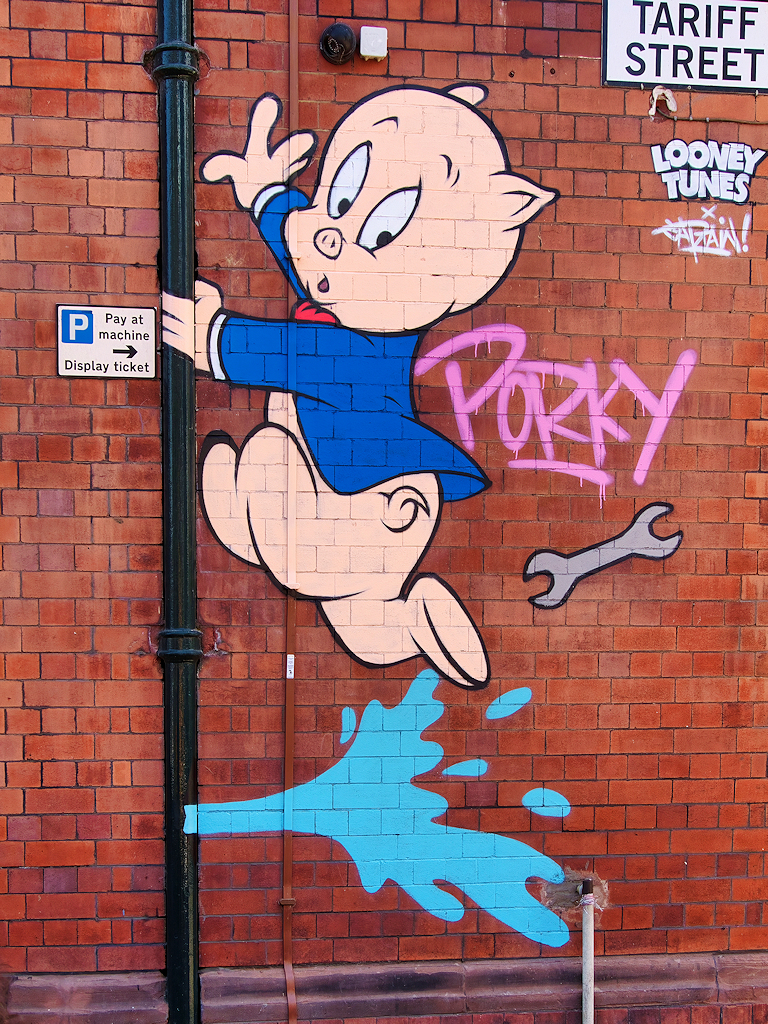
Pelle Pigg.

Pelle Pigg, i original Porky Pig, är en av de tidigaste figurerna i Looney Tunes, skapad 1935. Hans debutfilm hette I Haven't Got a Hat. Pelle Pigg är en glad och snäll gris som ofta brukade säga Det var allt, gott folk!, eller i originalversionen That's all Folks!, i slutet av kortfilmerna. Han avslutar även långfilmen Vem satte dit Roger Rabbit genom att säga just den frasen.
Pelle Pigg har problem med att prata eftersom han stammar. Hans rival brukar ofta vara Daffy Anka, men i några filmer där Daffy är rymdhjälten Duck Dodgers brukar Pelle vara hans assistent.
Pelle Pigg förekommer förutom i långfilmen Vem satte dit Roger Rabbit även i Space Jam och Looney Tunes: Back in Action. Han medverkar även i serierna Duck Dodgers och The Looney Tunes Show. Hans mest kända röstskådespelare är Mel Blanc.